# آلبرتو والنتیم
آلبرتو والنتیم دا کارمو نتو (به پرتغالی: Alberto Valentim do Carmo Neto) هافبک اهل برزیل است که در شهر Oliveira, Minas Gerais و در تاریخ ۲۲ مارس ۱۹۷۵ به دنیا آمده‌است.
آلبرتو والنتیم در تیم‌های فوتبال Guarani و اودینیزه، سائوپائولو استیت و فلامینگو سابقه‌ی حضور دارد و از سال 2012 خود را بازنشسته و فعالیتش را در حوزه ی مربیگری آغاز نمود.
او اکنون سرمربی تیم اتلتیکو گویانینسه در لیگ برزیل است.